# Bromat
L'anió bromat, BrO−

Anió bromat

3, és un oxoanió basat en el bromur. Un bromat és un compost químic que conté aquest ió. Entre els exemples de bromats es troben el bromat de sodi, (NaBrO
3), i el brmat de potassi, (KBrO
3).
Els bromats es formen per moltes maneres diferents en l'aigua potable de la xarxa. La manera més comuna és mitjançant la reacció de l'ozó i el bromur:
Br−
 + O
3 → BrO−
3
També es formen per un procés electroquímic quan hi ha ió bromur en la solució de la salmorra.
La fotoactivació (sexposició a la llum solar) impulsa al clor líquid o gasós a generar bromat en l'aigua que conté bromur.
En el laboratori es pot sintetitzar dissolent Br
2 en una solució d'hidròxid de potassi (KOH). amb hipobromit com intermedi:
Br
2 + 2 OH− → Br−
 + BrO−
 + H
2O
3 BrO−
 → BrO−
3 + 2 Br−

## Els bromats en la salut humana
Els bromats, que es poden trobar en l'aigua de beure, estan sota sospita de ser carcinògens. La seva presència en la marca d'aigua embotellada, de la companyia Coca Cola, anomenada Dasani va forçar la retirada d'aquest producte al Regne Unit.